# Candlestick Park
Candlestick Park (také nazýván jako Candlestick nebo The 'Stick) je sportovní stadion v oblasti Bayview-Hunters Point v San Franciscu v Kalifornii. Původně byl postaven jako domovský stadion pro klub San Francisco Giants, který zde hrál od roku 1960 až do přestěhování do Pacific Bell Park v roce 2000. V letech 1971–2013 zde rovněž sídlil klub fotbalový San Francisco 49ers, který se v roce 2014 přemístí do nového Levi's Stadium.
Stadion se nachází v parku Candlestick Point na západní pobřeží Sanfranciského zálivu. Vzhledem ke své poloze u zátoky sem často přichází silné větry, což vytváří neobvyklé hrací podmínky. V době vzniku stadionu koncem padesátých let dvacátého století bylo místo pro stadion jedno z mála pozemků ve městě, kde bylo vhodné stadion postavit.